# Süleymanhüyüğü, Gülağaç
Süleymanhüyüğü là một thị trấn thuộc huyện Gülağaç, tỉnh Aksaray, Thổ Nhĩ Kỳ. Dân số thời điểm năm 2010 là 282 người.